# Cachoeira de Pajeú
Cachoeira de Pajeú este un oraș în unitatea federativă Minas Gerais (MG), Brazilia.